# Вертман, Джулия
Джулия Рэндалл Вертман (англ. Julia Randall Weertman, 10 февраля 1926 — 31 июля 2018) — американский учёный-материаловед, преподававшая в Северо-Западном университете в качестве профессора материаловедения и инженерии Уолтера П. Мерфи.

## Образование
Она была первой студенткой Колледжа науки и инженерии Технологического института Карнеги, где получила степень бакалавра и учёную степень.
Вертман познакомилась со своим мужем Йоханнесом в Карнеги, и позже оба стали преподавателями Северо-Западного университета.

## Карьера
В 1986 году Джулия Вертман получила стипендию Гуггенхайма. Она стала первой женщиной в Соединённых Штатах, возглавившей отдел материаловедения, а в следующем году она была назначена заведующей кафедрой материаловедения и инженерии Северо-Запада. Вертман получила членство в Национальной инженерной академии в 1988 году «за исключительные исследования механизмов разрушения жаропрочных сплавов». В 1989 году она стала первой женщиной-членом совета директоров Общества минералов, металлов и материалов.

## Членство
Она также была членом Американской академии искусств и наук, ASM International, Американского физического общества и Американского геофизического союза, а также первой женщиной-членом Общества минералов, металлов и материалов.

## Смерть
Вертман умерла 31 июля 2018 года в возрасте 92 лет.